# Weald
Weald je oblast na jihovýchodě Anglie o rozloze zhruba 1300 km², ohraničená vyvýšeninami South Downs a North Downs a pobřežím Lamanšského průlivu. Náleží k hrabstvím Sussex, Hampshire, Kent a Surrey, dělí se na High Weald tvořený pískovcem a Low Weald, kde převažuje jíl.
Název pochází ze saského Andredsweald (Anderitský les, podle římské pevnosti Anderitum). Oblast byla ve středověku známá díky hustým a nebezpečným lesům. Do 21. století se podíl lesů snížil na 23 % území, stále však patří k nejvyšším v Anglii. Od starověku až do devatenáctého století byl Weald proslulý díky těžbě železné rudy. Hlavními ekonomickými aktivitami jsou pastevectví a pěstování obilí, zeleniny a chmele. Na území Wealdu leží také letiště Gatwick, v roce 2014 zde byly nalezeny velké zásoby ropy.
Krajina je poměrně řídce osídlená a má převážně venkovský charakter, největšími sídly jsou Horsham, Burgess Hill, Bexhill-on-Sea, Tonbridge a Cranbrook. Nejvyšším vrcholem je Leith Hill (294 m n. m.). Wealdem protékají řeky Medway, Stour a Rother. K hlavním turistickým atrakcím patří zámek Scotney Castle a skanzen ve vesnici Singleton. Část území je chráněna jako Area of Outstanding Natural Beauty.